# 萧顷
萧顷（862年—930年6月19日），字子澄，中国唐朝及其在五代十国时期的后继政权后梁、后唐官员，后梁年间为宰相。

## 家世
萧顷生于唐懿宗咸通三年（862年），长安万年县人。他出身显赫的兰陵萧氏，家族有多名宰相和要员，其祖父萧仿即唐僖宗朝宰相。父萧廪，京兆尹。萧顷聪明有悟性，善于作文。

## 唐朝年间
唐昭宗年间，萧顷中进士，步入仕途。历任度支巡官、太常博士、右补阙。任内，多有强势军阀们奏请在自己的节镇为祖先设立家庙，萧顷上表反对，拒绝了这些奏请。
萧顷任吏部员外郎期间，一次管吏部的仆射前宰相张濬的政治盟友大军阀宣武军节度使朱全忠派判官高劭来请求给自己的一个儿子荫补出身官。相关部门认为没有先例，拒绝。张濬为了讨好朱全忠，坚持要同意，甚至亲自去指挥，官吏惶恐。萧顷判道：“仆射不聚集郎官，就亲自赴省上指挥公事，非南宫（官员工作场所）旧仪。”张濬闻之，惭悚道歉，萧顷因此知名，朱全忠也赞赏他。

## 后梁年间
后朱全忠夺取帝位建立后梁，史称太祖皇帝，萧顷成为梁官员，历任给事中、谏议大夫、御史中丞。开平三年（909年），郓州百姓刘郁于驾前状告金吾大将军石彦辞卖宅不肯交割，经御史台审理，未能追查到底，于是萧顷与侍御史卢庥各罚两月俸。十一月，诏萧顷与太常卿李燕、中书舍人张兗、户部侍郎崔沂、大理卿王鄯、刑部郎中崔诰一同删定律令格式。四年（910年）十二月，宰相薛贻矩奏称李燕等重刊定律令三十卷，式二十卷，格一十卷，目录一十三卷，律疏三十卷，凡五部一十帙，共一百三卷，敕令中书舍人李仁俭由阁门奉进，请求取名为《大梁新定格式律令》并颁下施行，获准。萧顷请孔邈为御史。后又任礼部侍郎、主管科举，都以能力闻名。
后梁末帝朱瑱贞明四年（918年）四月，萧顷以金紫光禄大夫、行尚书吏部侍郎、上柱国、兰陵县开国男、食邑三百户受任为中书侍郎、同平章事，拜为宰相。进封兰陵县开国伯，加食邑四百户。同月，朱瑱召刑部郎中、充史馆修撰窦专入翰林院，遣崇政使李振问宰相：“窦专是宰臣萧顷女婿，令中书商量可否？”中书省奏：“宰相的亲戚不居清显官职是避嫌之道，虽是旧规定，若蒙特恩，也有近例，不碍事。”朱瑱于是任窦专为翰林学士。
贞明六年（920年）四月，萧顷被任为集贤殿大学士、判户部事；同月，尚书右丞李琪因与朱瑱近臣姐夫赵岩、国舅张汉杰交好而得以拜相，很快萧顷与李琪有了冲突。因李琪结连赵岩、张汉杰，萧顷所言多不被采纳。萧顷外表谨慎细密，秘密观察李琪过失。李琪性情粗疏，收受贿赂，经常把行贿的摄官任为正职。萧顷奏报皇帝。朱瑱大怒，要流放李琪到远方，李琪在赵岩、张汉杰介入下得免，然而被罢相。

## 后唐年间
龙德三年（923年）十月，自称唐朝合法继承者的后梁大敌后唐皇帝后唐庄宗突袭攻克梁都城大梁。城破之际，朱瑱自杀，梁亡，领地被唐接管。庄宗认为萧顷及其同僚宰相郑珏等大量梁高官祖上世代为唐朝官员，本人却不忠于唐，应被惩罚，流放了他们。萧顷被贬为登州司户。后升濮州司马。数年后，召回洛阳，迁太子宾客（荣衔，当时没有皇太子）。
庄宗的养兄和继位者后唐明宗天成元年（926年）六月，萧顷被任为礼部尚书。当年，中书舍人马缟奏称明宗系旁系承统，应该如汉、晋以来惯例另立亲庙，追尊亲生祖先。诏下尚书省，集百官定议。萧顷等商议后依马缟所议。
二年（927年）二月，萧顷任太常卿，五月任吏部尚书。八月，太常礼院奏：“庄宗神主祔庙，七室之内应该有所祧迁（移出主殿、改于偏殿祭祀）。”中书门下奏议，祧唐懿祖于偏殿，百官共议，萧顷等奏请从中书省所奏，获准。
三年（928年）闰八月，萧顷改任太子少保（仍是荣衔，当时没有皇太子）。后致仕。长兴元年（930年）五月，以太子少傅卒，废朝。

## 评价
- 《旧五代史》史臣曰：如数君子者，皆互有所长，亦近代之良相也。[2]